# Charles-Claude Genest
Charles-Claude Genest (* 17. Oktober 1639 in Paris; † 19. November 1719 ebenda) war ein französischer römisch-katholischer Geistlicher, Kommendatarabt, Philosoph, Bühnenautor und Mitglied der Académie française.

## Leben und Werk
Genest, Sohn einer Geburtshelferin, geriet auf abenteuerliche Weise nach England, war dort Hauslehrer für Französisch und wurde durch seinen Arbeitgeber zum Pferdekenner. Diese Kompetenz verhalf ihm in Frankreich zu einer Stelle bei Philippe Mancini, Herzog von Nevers, mit dem er 1672–1673 in den Holländischen Krieg zog. Er schrieb darüber Oden an den König. Zurück in Frankreich wechselte er in den geistlichen Stand, ging zur Priesterweihe nach Rom, wurde bei der Rückkehr Kommendatarabt der Abtei Saint-Wulmer in Samer und Almosenier der Herzogin von Orléans.
Er schrieb zwei Tragödien, Zélonide (mit Widmung an die Herzogin von Nevers, Diane-Gabrielle Damas de Thianges) und die sehr erfolgreiche Pénélope (mit Widmung an die Herzogin von Orléans). 1698 wurde er Mitglied der Académie française (Sitz Nr. 39). Er fand Eingang in den literarisch orientierten Hof der Herzogin von Maine (Louise Bénédicte de Bourbon-Condé) in Sceaux. 1711 widmete er ihr seine ebenfalls erfolgreiche alttestamentarische Tragödie Joseph.
Genest, der eine philosophische Ader hatte, veröffentlichte 1716 eine Darstellung der cartesianischen Philosophie in Versen (mit Widmung an den Regenten, Philippe II. de Bourbon, duc d’Orléans). Darin entdeckte Barthold Heinrich Brockes einen Seelenverwandten, übersetzte den Text ins Deutsche und gab ihn zweisprachig als Bd. 3 seines Irdischen Vergnügens in Gott heraus (mit einem Vorwort von Johann Georg Hamann dem Älteren).
In neuester Zeit waren Genests Hauptwerke Gegenstand der literarhistorischen Forschung.

## Werke

### Bühnenwerke
- Zelonide. Princesse de Sparte. Tragédie. Paris 1682. (gewidmet der Herzogin von Nevers, Diane-Gabrielle Damas de Thianges, Ehefrau von Philippe Mancini, Herzog von Nevers)
- Pénélope ou le Retour d’Ulisse de la guerre de Troye pouvant servir de suite aux avantures de Télémaque. Tragédie. Paris 1684. Den Haag 1702, 1738. Paris 1703, 1716, 1723, 1735, 1740, 1756, 1777, 1803, 1813, 1824.  (gewidmet Liselotte von der Pfalz, Herzogin von Orléans)
- Joseph. Tragédie tirée de l’Écriture sainte. Paris 1711, 1731, 1743, 1755, 1788, 1817. (gewidmet Louise Bénédicte de Bourbon-Condé, Herzogin von Maine)
  - (deutsch) Joseph in Ägypten. Berlin 1846.
  - (italienisch) Il Giuseppe. Tragedia sacra del celebre signor abbate Genest. Rom 1720. Bologna 1755.
- Les Voyageurs. Comédie en 5 actes. Utrecht 1736.

### Weitere Werke
- Poésies à la louange du roy. Paris 1674.
- Dialogues entre MM. Patru et d’Ablancourt sur les plaisirs. Paris 1701. Amsterdam 1714.
- Dissertations sur la poësie pastorale ou De l’idylle et de l’églogue. Paris 1707.
- (mit anderen) Les divertissemens de Seaux. Paris 1712.
- Principes de philosophie ou preuves naturelles de l’existence de Dieu et de l’immortalité de l’âme. Paris 1716. (gewidmet dem Regenten Philippe II. de Bourbon, duc d’Orléans)
  - (deutsch) Barthold Heinrich Brockes: Irdisches Vergnügen in Gott, bestehend aus physicalisch- und moralischen Gedichten. Teil 3. Verdeutschte Grund=Sätze der Welt=Weisheit des Herrn Abts Genest. Hamburg 1736. (zweisprachige Ausgabe, Vorwort von Johann Georg Hamann dem Älteren)